# Алтенглан
Алтенглан (њем. Altenglan) општина је у њемачкој савезној држави Рајна-Палатинат. Једно је од 98 општинских средишта округа Кузел. Према процјени из 2010. у општини је живјело 2.882 становника. Посједује регионалну шифру (AGS) 7336003.

## Географија
Алтенглан се налази у савезној држави Рајна-Палатинат у округу Кузел. Општина се налази на надморској висини од 225 метара. Површина општине износи 13,6 km².

## Становништво
У самом мјесту је, према процјени из 2010. године, живјело 2.882 становника. Просјечна густина становништва износи 212 становника/km².

## Међународна сарадња
| Мјесто         | Држава               | Врста сарадње | Од    |
| -------------- | -------------------- | ------------- | ----- |
| Данбери        | Уједињено Краљевство | партнерство   | 1982. |
| Кораси сир Сен | Француска            | партнерство   | 1990. |
| Извор          |                      |               |       |